# Diederik van Dijk
Diederik J.H. van Dijk (Driebergen-Rijsenburg, 22 november 1971) is een Nederlands politicus namens de SGP. Hij is sinds 6 december 2023 lid van de Tweede Kamer der Staten-Generaal.

## Biografie
Van Dijk groeide op in Driebergen en Woudenberg. Zijn ouders waren lid van de Gereformeerde Bond in de Hervormde Kerk (thans PKN), een a-typisch reformatorisch gezin. Op het VWO in Veenendaal leerde hij zijn vrouw kennen. Vervolgens studeerde Van Dijk Nederlands Recht aan de Rijksuniversiteit Utrecht, waar hij zijn doctoraal haalde. De prediking van ds. Kleiberg van Het Gekrookte Riet in de Hervormde gemeente van Veenendaal leidde tot zijn bekering op zijn 21e. Toen werd hij lid van de SGP. Hij is bestuurslid geweest van de reformatorische Driestar Hogeschool te Gouda. Eveneens was hij lid van de raad van toezicht van de Stichting voor Onderwijs op Reformatorische Grondslag (betreffende het Hoornbeeck College en het Van Lodenstein College).

### Loopbaan
Na zijn rechtenstudie werd Van Dijk in 1996 beleidsmedewerker buitenlandse zaken, defensie, Europese zaken, infrastructuur en milieu voor de SGP-Tweede Kamerfractie. Verder was hij onder meer voorzitter van de SGP-kiesvereniging in de gemeente Den Haag.
Op 9 juni 2015 werd Van Dijk gekozen tot lid van de Eerste Kamer. Tijdens de Eerste Kamerverkiezingen 2019 op 27 mei 2019 zorgde één Statenlid uit Zuid-Holland van Forum voor Democratie ervoor dat de SGP in de Eerste Kamer haar twee zetels behield. In 2023 kreeg de SGP vanwege stemmen- en zetelwinst in Flevoland en Utrecht een laatste restzetel toegewezen en door afspraken met de gezamenlijke CU/SGP-fractie in Noord-Brabant werd deze tweede zetel verstevigd.
Bij de Tweede Kamerverkiezingen van 22 november 2023 werd Van Dijk gekozen tot lid van de Tweede Kamer.

## Nevenfuncties
Van Dijk was ouderling en voorzitter van de diaconie in de Bethlehemkerk te Den Haag. Hij is lid van de raad van commissarissen van de reformatorische nieuwsorganisatie Erdee Media Groep en van de raden van toezicht van de zorginstellingen Sorg en Lelie Zorggroep.

## Persoonlijk
Van Dijk is gehuwd en heeft vijf kinderen. Hij is bevriend met de voormalige SGP-fractievoorzitter in de Tweede Kamer Kees van der Staaij en hij was tevens zijn rechterhand.
Diederik van Dijk · André Flach · Chris Stoffer
- Bibliothèque nationale de France: cb14541409v (data)
- International Standard Name Identifier: 0000 0000 3792 8241
- Library of Congress Control Number: nb99015372
- Nederlandse Thesaurus van Auteursnamen: 169884880
- Parlement.com: vjrljfja3dic
- Virtual International Authority File: 27304112
- WorldCat: E39PBJfX48KyB8TXqTddCDKTpP